# هاوسفول 5
Housefull 5 هو فيلم كوميدي هندي قادم شارك في تأليفه وإخراجه تارون مانسوخاني وإنتاج ساجد ناديادوالا ووردة ناديادوالا وفيروزي خان تحت راية الإنتاج ، ناديادوالا غراندسون إنترتينمنت.
إنه يمثل الدفعة الخامسة من امتياز هاوسفول (سلسلة أفلام).
يضم الفيلم مجموعة من الممثلين بما في ذلك أكشاي كومار ، وريتيش ديشموخ ، وأبهيشيك باتشان ، وسانجاي دوت ، وفردين خان ، وشرياس تالباد ، ونانا باتيكار ، وجاكي شروف ، ودينو موريا ، وجاكلين فرنانديز ، ونرجس فخري ، وتشيترانجادا سينغ ، وسونام باجوا ، وسونداريا شارما ، وتشانكي باندي ، وجوني ليفر.

## فريق العمل
- أكشاي كومار
- ريتيش ديشموخ
- أبهيشيك باتشان
- جاكلين فرنانديز
- سونام باجوا
- نرجس فخري
- سانجاي دوت
- جاكي شروف
- نانا باتيكار
- تشيترانغدا سينغ
- فردين خان
- مكتنزة بانداي
- جوني ليفر
- شرياس تالباد
- دينو موريا
- رانجيت
- سونداريا شارما
- نيكيتين ضير
- أكاشديب صابر

## الإنتاج

### التنمية
تم الإعلان عن الفيلم في 30 يونيو 2023 من قبل أكشاي كومار.

### طاقم التمثيل
تم تأكيد طاقم التمثيل في أوائل سبتمبر 2024.

### تصوير
بدأ التصوير في سبتمبر 2024 واختتم في ديسمبر 2024.
"تم تصوير الممثلين على متن سفينة سياحية لمدة 40 يوما ، وأبحروا من نيوكاسل إلى إسبانيا ، ونورماندي ، وهونفلور ، والعودة إلى بليموث." ، ذكرت صحيفة هندوستان تايمز.

## الموسيقى التصويرية
تم تأليف الموسيقى التصويرية للفيلم من قبل يو يو هوني سينج وWhite Noise Collectives وTanishk Bagchi و Kratex بينما تم تأليف النتيجة الخلفية بواسطة Julius Packiam.
تم إصدار أول أغنية منفردة بعنوان "لال باري" في 3 مايو 2025.
كل الألحان من تأليف يو يو هوني سينج.
| #  | عنوان       | المدة |
| -- | ----------- | ----- |
| 1. | "Laal Pari" | 4:16  |

## الإصدار
كان من المقرر إطلاقه في وقت سابق في ديوالي 2024 ، تم تأجيل الفيلم ومن المقرر الآن عرضه في دور العرض في 6 يونيو 2025.

## روابط خارجية
- Housefull 5  في قاعدة بيانات الأفلام على الإنترنت (بالإنجليزية)